# Xin hai shuang shi
Xin hai shuang shi (en chino, 辛亥雙十) es una película de drama histórico taiwanesa de 1981 dirigida por Ting Shan-hsi. La película fue seleccionada como la entrada taiwanesa a la Mejor película en lengua extranjera en la 55.ª edición de los Premios Óscar, pero no fue nominada. Ganó el premio Caballo de Oro al Mejor Largometraje en 1982.